# Hemigaster fulvipes
Hemigaster fulvipes là một loài tò vò trong họ Ichneumonidae.